# 美しい国づくり政策大綱
美しい国づくり政策大綱（うつくしいくにづくりせいさくたいこう）は、2003年7月に国土交通省がまとめた施策。景観の保全や水辺の再生に取り組む基本法制の制定など15の具体的な政策が盛り込まれている。

## 概要
2003年1月、国土交通省は省内に「美（うま）し国づくり委員会」を設置。11回にわたる議論を重ね、同年7月11日、「美しい国づくり政策大綱」を発表した。
内容は美しい景観を作り上げる事としており、そのために美しい自然を守る、美しい町並みのために設置物を整えたり道徳心を高めるなどといった取り組みが述べられている。「前文」「I 現状に対する認識と課題」「II 美しい国づくりのための取り組みの基本的考え方」「III 美しい国づくりのための施策展開」の4つの節で構成されている。
本大綱は、景観破壊の大きな原因として、第一に、「国土づくり、まちづくりにおいて、経済性や効率性、機能性を重視したため美しさへの配慮を欠いた雑然とした景観、無個性・画一的な景観等が各地で見られる」こと、第二に「公共的空間でのごみ投棄など国民のモラルを問われる事例も見られる」ことが、景観の否定的側面であると述べている。また、「美しさへの配慮を欠いていたという点では、公共事業をはじめ公共の営みも例外ではなかったと認識すべき」としている。「III 美しい国づくりのための施策展開」では、15の具体的施策が提案され、多くが2003年〜2004年中に実施される予定と発表された。
大綱発表時、内閣官房副長官だった安倍晋三は2005年10月に内閣官房長官となり、2006年7月、大綱の構想を受け継いだ『美しい国へ』（文藝春秋）を出版した。同年9月の自由民主党総裁選挙に向けて「美しい国、日本。」というスローガンを打ち立て当選し、9月26日に内閣総理大臣に就任した。2007年4月には「『美しい国づくり』プロジェクト」をスタートさせた。